# История Луизианы
История штата Луизиана прослеживается с тех периодов, когда она впервые была заселена человеком. Первое известное науке поселение появилось в Луизиане примерно 5500 лет назад. Примерно 2000 лет назад в Луизиане сформировалась Марксвиллская культура, носители которой стали предками племён натчез и таэнса. Около 1000 года до н. э. начался Вудлендский период, в ходе которого сформировалась Миссисипская культура. Около 1000 года формируется Плакеминская культура, которая была частью Юго-восточного церемониального комплекса. Миссисипская культура почти исчезла к XVI веку, и только у индейцев натчез её элементы продержались до XVIII века.
Европейское проникновение началось в XVI веке, а в 1682 году французы основали колонию и назвали её La Louisiane в честь короля Людовика XIV. В 1763 году Франция уступила Луизиану Испании. Позже она снова перешла во владение Франции, но в 1803 году Французская Луизиана была продана США. Американское правительство разделило приобретённую территорию на несколько «территорий», из которых Орлеанская территория примерно совпадала с территорией современного штата Луизиана. 30 апреля 1812 года Луизиана стала 18-м штатом США. В том же году началась война с Англией, финальным сражением которой стала Битва за Новый Орлеан.
В межвоенный период Луизиана была ведущим рабовладельческим штатом. К 1860 году 47 % населения штата были рабами. В 1860 году начался конфликт между Севером и Югом, и 26 января 1861 года Луизиана вышла из состава Союза и вошла в состав Конфедерации. К тому моменту Новый Орлеан был крупнейшим городом Юга и стратегически важным портом, поэтому федеральная армия захватила его уже 25 апреля 1862 года. Когда Гражданская война была проиграна, началась эпоха реконструкции (1865—1877). В это время Луизиана находилась под военной оккупацией и относилась к 5-му военному дистрикту.
В 1870-х годах демократам удалось вернуться к власти в штате. В Эпоху прогрессивизма афроамериканцы были постепенно лишены многих гражданских прав, и такое положение продержалось вплоть до начала борьбы за гражданские права в 1960-х годах. Доминирование консерваторов завершилось с приходом к власти губернатора Хьюи Лонга в 1928 году, после которого штат пережил длительный период борьбы между «лонгитами» и «антилонгитами».

## Доколониальный период
Первые люди — охотники и собиратели, известные как палеоиндейцы, — появились в Луизиане примерно 8000—10000 лет до настоящего времени, во время последнего ледникового периода. Они охотились на мамонтов и иных крупных животных, используя копья с каменными наконечниками, многие из которых обнаружены на территории Луизианы. Известна всего одна стоянка палеоиндейцев на территории штата — стоянка Джон-Пирс. Когда ледник отступил, мегафауна вымерла, местность покрылась лесами, люди стали вести более оседлый образ жизни, и их численность возросла. Помимо наконечников люди научились изготавливать топоры и ножи. Теперь они охотились в основном на оленей, медведей и пантер, а также научились ловить рыбу и собирать раковины. Они научились изготавливать каноэ и даже наладили некое подобие торговли с жителями современного Теннесси и Джорджии. Это привело к формированию Месоамериканской культуры (она же известна как Архаический период), которая существовала с 6500 до 2000 лет до нашей эры. В это время уже существовали небольшие поселения, известные сейчас как Поверти-Пойнт или Катахула. Первое из них дало название культуре Поверти-Пойнт.
Около 200 года до н. э. в Луизиане под влиянием Хоупвеллской культуры с севера стала формироваться Марксвиллская культура. Люди стали жить в более крупных и более постоянных поселениях, начали строить захоронения курганного типа, стали изготавливать керамику хоупвеллского типа. Люди в это время собирали дикорастущие растения и морские раковины, но уже, вероятно, научились выращивать какие-то растения в небольших садах. Они научились хранить еду в кувшинах и корзинах и освоили приготовление пищи в керамических горшках. Со временем хоупвеллское влияние ослабло, курганов стало меньше, и керамика стала отличаться от более северной. Около 400 года нашей эры хоупвеллское влияние полностью исчезло, и началась новая эпоха, известная как период Трувиль-Коль.
В этот период тоже строились высокие холмы, но уже не как курганы, а как храмы. Они выглядели как пирамиды с плоской вершиной, использовались столетиями и часто расширялись со временем. Захоронения в курганах тоже практиковались, но уже без многочисленного инвентаря. Именно в этот период в Луизиане появились лук и стрелы. Луизианцы научились выращивать кукурузу, уже освоенную ранее в Мексике. Около 800 года носители Трувиллской культуры на северо-западе штата в ходе общения с жителями территорий, расположенных на месте нынешних Техаса и Оклахомы, изменились и сформировали культуру Кэддо. В остальной части штата к 1000 году сформировался другой уклад жизни, известный как Плакеминская культура. 
Одновременно с культурами Кэддо и Плакемин, но севернее, сформировалась крупная Миссисипская культура, влияние которой распространилось по всему юго-востоку континента. В Луизиане не обнаружено крупных поселений носителей этой культуры, хотя они есть в Алабаме и в Джорджии. Однако в период между 1000 и 1600 годами миссисипцы проникали в Луизиану, принося с собой свои гончарные технологии и свои методы постройки церемониальных комплексов. Так, некоторые миссисипские традиции проникли в Плакеминскую культуру. Миссисипская культура повлияла на формирование племён туника, читимача и маскоги, а Плакеминская культура сформировала племена таэнса и натчез.
К XVIII веку индейцы Луизианы делились на шесть больших лингвистических групп: Атакапа, Кэддо, Туника, Натчез, Маскоги и Читимача. Впоследствии некоторые из них исчезли (как Натчез), а некоторые, как Кэддо, сохранили и свой язык, и культуру. Племена группы Атакапа жили на западе Луизианы на реке Сабин, их культура постепенно пришла в упадок, и к началу XIX века от них осталось всего несколько поселений. Группа Каддо жила на реке Ред-Ривер и состояла из трёх племенных конфедераций: Хасинай, Кадохадачо и Начиточес. У них уже существовали социальная организация и класс жрецов. Группа Туника жила восточнее, частью в Арканзасе и Миссисипи, с центром на месте современного Виксберга. У них тоже были поселения, хотя они вели несколько более кочевой образ жизни. В середине XVIII века они мигрировали на юг и частично перемешались с другими племенами.
Группа Натчез жила на востоке Луизианы и состояла из трёх племён: таэнса на западном берегу реки, натчез на восточном, и авойле. Последнее впоследствии смешалось с племенами группы Туника. В 1540 годах испанцы описывали натчез как многочисленный народ, но к 1600 году французы застали его уже малочисленным, вероятно, пострадавшим от войн и болезней. Это племя было самым воинственным, со сложной системой военных ритуалов. Племена группы Читимача населяли дельту Миссисипи. Это были крупные племена, но они постепенно вымерли, сражаясь между собой и с соседями. Читимача имели самый высокий уровень развития социальной жизни и культуры.
Появление европейцев привело к миграции индейских племен, и многие из них переселились к реке Миссисипи с востока континента. Так в Луизиане появились племена билокси, коасати и чокто. К настоящему времени индейцы Луизианы имеют численность около 16 тысяч человек (по переписи 1990 года), что делает этот штат третьим в США по количеству индейцев. По закону от 1934 года три племени признаны федеральным правительством, обладают самоуправлением и пользуются программами поддержки.

## Первые исследования
В 1519 году губернатор испанской Ямайки отправил Алонсо Альвареса де Пинеда в экспедицию для картографирования побережья Мексиканского залива. Пинеда обнаружил большую реку, которую назвал Рио-де-лас-Пальмас, хотя и не доказано, что это была именно Миссисипи. Пинеда рекомендовал основать там поселение, но к нему не прислушались, и весь XVI век испанцы заходили на берега Миссисипи лишь случайно: так здесь прошёл после 1528 года Кабеса де Вака (хотя и не упомянул этой реки), а в 1542 году — Эрнандо де Сото, который назвал эту реку «Рио-Гранде». Последний оставил подробное описание природы и жителей этих мест.
На севере континента французы в 1630-х годах основали колонию Новая Франция, а в 1670-х услышали о существовании большой реки на западе. В 1672 году экспедиция Жака Маркетта достигла реки, которую индейцы звали Миссисипи, и спустились по ней до реки Арканзас. В 1682 году тем же путём проследовала экспедиция Кавелье де Ла Саля, которая к апрелю достигла места современного Нового Орлеана, где 9 апреля Ла Саль объявил эти земли собственностью французского короля, и назвал эту территорию «Луизиана» в честь короля Людовика XIV. После этого Ла Саль вернулся во Францию, получил разрешение на основание колонии на реке Миссисипи и в 1684 году отправился туда со стороны Карибского моря, но не смог найти устье реки, и построил форт на территории Техаса. Оттуда он отправился на поиски Миссисипи, но среди его окружения возник заговор, и в итоге 19 марта 1687 года Ла Саль был убит. В 1689 году испанцы обнаружили его форт заброшенным.

## Колониальная Луизиана
Неудача экспедиции Ла Саля не заставила Францию отказаться от попыток колонизации долины Миссисипи. Канцлер Франции, Луи де Поншартрен, был намерен продолжать усилия, и на его стороне был влиятельный маркиз де Вобан, который считал, что Франции нужна база для нападений на испанские конвои. Вместе им удалось убедить Людовика XIV в том, что надо приложить усилия к колонизации. Одним из мотивов было соперничество с Испанией и Англией, которые уже основали колонии в Каролине и Пенсаколе. Другим было обеспечить поддержку колониям на островах Карибского моря. Третьим была концепция меркантилизма, которая предполагала, что государство должно быть как можно более независимым от экономик соседних государств.
Король выбрал Пьера Ле Муана, больше известного по титулу д’Ибервиль, главой экспедиции. Тот купил 4 корабля, набрал 200 колонистов и взял две роты морских пехотинцев. Его заместителем стал его брат, Жан-Батист де Бьенвиль. 24 сентября 1698 года корабли вышли из гавани Ла-Рошели и высадились где-то около современного Билокси. Оттуда он отправил отряд на поиски устья Миссисипи, и тот обнаружил реку 2 марта 1699 года, в праздник Марди Гра. Д’Ибервиль основал лагерь, названный им Пуан-Марди-Гра, отслужил там мессу и отправился вверх по Миссисипи. Они обнаружили индейское поселение, в центре которого стоял красный шест, поэтому д’Ибервиль назвал его «Батон-Руж» (Красный Шест). Исследовав ещё несколько поселений, французы вернулись в первый лагерь. Все встреченные ими индейцы вели себя дружелюбно, из чего был сделан ошибочный вывод о безобидности всех миссисипских индейцев.
Д’Ибервиль решил, что поселение лучше основать на океанском берегу, и построил небольшой форт на месте современной бухты Билокси в штате Миссисипи. Он был назван Форт-Морепа. Строительство было завершено в мае 1699 года, после чего д’Ибервиль вернулся во Францию, а Бьенвиль остался в форте, и вскоре предпринял ещё одну экспедицию к реке Миссисипи. В этот раз он встретил британский корабль, который тоже искал место для колонии. Бьенвиль заявил, что эта территория принадлежит французскому королю, и британский капитан решил воздержаться от конфликта. Место, где это произошло, стало известно, как «Английский разворот». Это событие заставило французов поспешить с колонизацией реки Миссисипи, и ими был построен небольшой форт на берегу реки, точное расположение которого сейчас не известно.
Вскоре эпидемия лихорадки в Форт-Морепа заставила д’Ибервиля перенести его на новое место, на высокий берег реки Мобил. Здесь весной 1702 года был основан форт Сен-Луи-де-ла-Мобил, который стал временной столицей колонии Луизиана. Но и это место оказалось нездоровым, поэтому в 1709 году поселение перенесли восточнее, на место современного города Мобил. Франция с самого начала столкнулась со множеством проблем: ей было трудно управлять колонией, трудно привлекать туда мигрантов, а песчаная почва давала плохие урожаи. Многие поселенцы были военными, непривычными к ведению сельского хозяйства. Женщин в колонии почти не было, и семьи не складывались. В итоге всё первое десятилетие XVIII века в колонии жило всего несколько сотен человек. В 1706 году д’Ибервиль погиб на войне и колония осталась без лидера. Место д’Ибервиля занял Бьенвиль, хотя он и не получил официального звания губернатора.
Франция несла расходы на содержание колонии, но не получала никаких доходов, что беспокоило правительство. В то время уже была известна практика передачи колоний в управление частным лицам, подобно тому, как Каролиной управляли «лорды-собственники». Франция решила перенять этот опыт, и в сентябре 1712 года король личной хартией передал колонию Антуану Кроза, маркизу дю Шатель. Тот назначил управляющим Антуана де Ламота Кадильяка, который прибыл в Мобил 17 мая 1713 года и стал первым формальным губернатором Луизианы. Он сформировал Верховный совет, который помогал ему управлять колонией (позже этот совет стал аналогом Верховного суда). Кадильяк наладил выращивание табака и индиго, и индиго потом стало важнейшим продуктом колонии. Первое время он успешно работал вместе с Бьенвилем, но потом отношения между ними испортились (Бьенвиль утверждал, что это произошло из-за того, что он отказался жениться на дочери Кадильяка).
Кадильяк изучал земли в глубине континента и основывал там торговые фактории. Он стремился наладить торговлю с английскими и испанскими колониями. В 1714 году он основал Форт Сен-Жан-Батист на реке Ред-Ривер, который со временем превратился в город Накитош и является сейчас старейшим европейским поселением на территории штата Луизиана. Кадильяк также заслал послов в Мехико, и ему удалось договориться о торговле. Испанцы организовали экспедицию, которая основала несколько Миссий в Техасе и определила границу между Испанским Техасом и Французской Луизианой. Торговля между Луизианой и испанскими колониями была формально незаконна, но она приносила доходы, и поэтому ей не препятствовали.
Кадильяк не испытывал симпатий к Луизиане и её жителям, завидовал популярности Бьенвиля, и часто конфликтовал и с луизианцами, и с Бьенвилем. Во Францию стали поступать жалобы на Кадильяка, поэтому в 1716 году Кроза его отозвал. К этому моменту Кроза потратил на колонию уже 1 миллион ливров, и эти расходы беспокоили его. В то же время умер Людовик XIV, королём стал малолетний Людовик XV при регенте герцоге Орлеанском. Он и его министры подобрали преемника Кадильяку, которым стал Жан-Мишель де Лепине. Но и он не смог найти общий язык с Бьенвилем и луизианцами, снова начались конфликты, поэтому Кроза решил избавиться от колонии и по его просьбе в августе 1717 года его хартия была отозвана.
Правительство не нашло желающих стать собственниками Луизианы, поэтому создало специальную акционерную Западную компанию. Та приняла управление в концу 1717 года, а Бьенвиль остался управляющим, перейдя в подчинение компании. Уже в 1718 году Джон Ло, создатель Королевского Банка, решил вложить средства банка в развитие Луизианы, создал Индийскую компанию, которая перекупила права на Луизиану, и Ло стал фактическим собственником колонии. Он не вмешивался в управление, что дало Бьенвилю некоторую свободу действий и первым делом он решил основать город на берегу реки Миссисипи. В 1718 году он выбрал место, привёз туда 50 человек, расчистил участок и основал город, который в честь герцога Орлеанского был назван La Nouvelle-Orléans. В 1720 году Адриен де Паже спланировал квартал, известный сейчас как Французский квартал. В 1721 году Новый Орлеан стал столицей колонии и начал быстро превращаться в экономический центр. Через два года там жили уже 300 человек, а к 1728 году уже 1000.
Под управлением Индийской кампании Луизиана начала быстро развиваться: к 1720 году были уже основаны Новый Орлеан, Билокси, Дофин-Айленд, Мобил, Натчез и Накитош. В 1721 году колонию разделили на 9 дистриктов, каждый под управлением коменданта и судьи. В 1722 году был основан Батон-Руж, а в 1723 году Пост-де-Рапидс (Александрия). С 1717 году в колонию начали ссылать лиц, осуждённых за мелкое воровство, бродяжничество и долги. Это на некоторое время создало Луизиане имидж «тюремной колонии». С 1721 году Лоу приглашал в колонию немцев, и переселил их почти 2000. Они селились сначала в Билокси и на реке Арканзас. Им также выделили земли на берегу Миссисипи выше Нового Орлеана — так появился так называемый «Немецкий берег». Когда в 1740 году к Франции перешли Эльзас и Лотарингия, Луизиана получила мигрантов и с этой территории. В колонии стали селиться и швейцарцы, служившие во французской армии.
В то же время чрезмерные расходы разорили Королевский банк, акции Индийской кампании обесценились, а Ло вскоре сбежал из Франции. Правительство поручило Бьенвилю управлять колонией временно, вплоть до того, как будет принято решение по её реорганизации.
В 1723 году Жак де ла Шез прибыл в колонию от имени правительства. Он тоже не смог договориться с Бьенвилем, из-за чего в 1725 году Бьенвиля отозвали во Францию. Его отсутствие сразу осложнило отношения с индейцами натчез: в ноябре 1729 года они напали на французский форт и убили несколько человек, а некоторых взяли в плен. В ответ французский отряд в 700 человек осадил поселение Белое Яблоко и добился освобождения пленных. Французы совершили ещё несколько рейдов против индейцев натчез, практически полностью уничтожив это племя. В 1731 году последние натчез были отправлены на Сан-Доминго и проданы в рабство. Правление Индийской кампании не одобрило действия губернатора, сочтя их слишком жестокими.
Война с натчез подорвала экономику колонии, Индийская компания не видела способа получить какие-либо доходы с неё, поэтому по их просьбе 23 января 1731 года королевская хартия была отозвана Людовиком XV и Луизиана стала коронной колонией.

## Королевская колония
Правительство решило обратиться за помощью к Бьенвилю и назначило его губернатором колонии. Он вернулся в Луизиану в марте 1733 года и сразу провёл ряд реформ: улучшил снабжение армии, набрал новых рекрутов и построил новые казармы. Всех, кто бежал со своей земли во время войны с натчез, он вернул в свои дома. В это время начался конфликт с индейцами чикасо, которые жили в районе современного Мемфиса: Бьенвиль потребовал от них выдать скрывающихся индейцев натчез, но те отказали. 1 апреля 1736 года отряд Бьенвиля выступил из Мобила, прибыл в Томбекбе и соединился там с союзными индейцами чокто. 26 мая он атаковал индейское укрепление и произошла Битва при Акии, в которой Бьенвиль понёс тяжёлые потери и отступил. Вернувшись в Новый Орлеан, он узнал, что другой французский отряд, под командованием Пьера д’Артагиэта, был разбит индейцами в сражении при Огула-Четоки, а сам Артагиэт попал в плен и был сожжён индейцами. К 1739 году Бьенвиль собрал из французов и союзных индейцев армию в 3500 человек, построил форт на реке Миссисипи в качестве основной базы, и после ряда перестрелок принудил чикасо к заключению мира.
К 1740 году Бьенвиль уже устал от Луизианы и захотел вернуться во Францию; в 1741 году правительство приняло его отставку, а в 1743 году в колонию прибыл маркиз де Водрёй. С его прибытием началась эпоха стабильности и территориального роста колонии. Водрёй хорошо разбирался в управлении, сумел наладить хорошие отношения с колонистами, и в памяти луизианцев он остался как «Великий Маркиз». Он ввёл в обращение бумажные деньги, которые были в 1745 году запрещены, но всё равно остались в обороте до конца французского правления. Отношения с индейцами оставались сложными: племена чокто и чикасо быстро поняли, что могут поддерживать Францию или Британию, исходя из того, кто даёт больше подарков, а у Луизианы не было достаточно ресурсов, чтобы конкурировать в этой сфере с Британией. В 1747 и 1748 годах чикасо совершали рейды против французских поселений, но губернатор не предпринял ответных мер. В 1752 году набег повторился, и на этот раз Водрёй в ответ сжёг несколько поселений чикасо и заключил с ними мирный договор. За свои заслуги в том же году он был назначен генерал-губернатором Новой Франции, а Луизиану возглавил Луи Бийоар де Керлерек.
Новые проблемы начались у Луизианы в конце 1750-х, когда началась война с Британией, известная как Война с французами и индейцами. На территории колонии боевых действий не происходило, но она пострадала от изоляции и упадка торговли. Война шла неудачно для Франции, и в 1763 году был подписан Парижский мир. Франция уступила Британии всю Канаду, а Испания уступила Флориду. Британия не решилась забрать всю Луизиану, но настояла на том, чтобы колония была передана Испании. Испанское правительство сочло это разумной компенсацией за то, что Франция втянула Испанию в эту войну в 1761 году.

## Испанская Луизиана
Луизианцы были недовольны переходом под власть Испании и просили правительство отменить это решение, но король отказал им. Губернатор Керлерек вернулся во Францию, а управление временно принял Жан-Жак Блез д’Аббади. Но он умер в 1765 году и его заменил Шарль-Филипп Обри, командир гарнизона. В марте 1766 года в колонию прибыл испанский губернатор Антонио де Ульоа, который формально принял правление только в январе 1767 года, но он даже не появился в Новом Орлеане, где продолжал командовать Обри. Ульоа попытался привести экономике колонии к испанским стандартам, в частности, разрешив торговать только с испанскими портами и только посредством испанских кораблей. Это вызвало недовольство луизианцев, привыкших торговать с островами французской Вест-Индии.
Недовольство испанской политикой вылилось в Луизианское восстание: 27 октября 1768 года новоорлеанцы захватили город и потребовали от Ульоа покинуть колонию. Верховный Совет объявил полномочия губернатора недействительными на том основании, что тот так и не предоставил верительных грамот. Обри осудил восстание, но ничего не предпринял для его подавления. Ульоа уехал на Кубу, а восставшие заслали делегацию в Париж с просьбой вернуть колонию под власть Франции. Король отказал. Впоследствии возник миф о том, что это восстание было первым американским восстанием за независимость и что восставшие хотели провозгласить республику, хотя в реальности таких намерений у них не было.
В ответ на восстание испанское правительство отправило в Луизиану 2000 военных под командованием ирландца Александра (Алехандро) О’Рейли. Он прибыл в августе 1769 года и торжественно вступил в Новый Орлеан, где приступил к расследованию причин восстания. Верховный Совет уверил его, что это был протест не против короля, а только против губернатора. О’Рейли амнистировал всех, кроме главарей. Последних нашлось 13 человек, шестерых из которых он приговорил к казни 24 октября 1769 года. Жестокость ирландца потрясла колонию, но в будущем О’Рейли показал себя способным администратором, он привёл в порядок армию и правительство, и провёл реформы, создав систему, которая эффективно работала до конца колониальной эпохи. Он наладил торговлю с Кубой и снижал пошлины тем, кто соглашался вести торговлю с испанскими портами. Он отремонтировал многие форты и сформировал колониальное ополчение. В 1769 году он провел перепись населения, которая показала, что в колонии живёт 14 000 человек, из них 3500 в Новом Орлеане. Он отменил французские законы и ввёл испанские, которые стали известны как «Кодекс О’Рейли».
В 1770 году О’Рейли сдал должность Луису де Унзага и уехал на Кубу. Новый губернатор осознавал, что благосостояние колонии зависит от торговли с английскими колониями, и не мешал этой торговле, хотя она и была формально незаконной. В 1777 году Унзагу сменил Бернардо де Гальвес, который добился увеличения военного контингента в колониях и улучшения оплаты чиновников. В это время уже шла американская война за независимость, которую Испания одобряла, поскольку это ослабляло Британию. Формально не вступая в войну, Испания почти 4 года снабжала американцев оружием и полезными товарами. Новый Орлеан стал основным центром этой секретной деятельности. Ещё с 1776 года Луизиана поставляла товары вверх по Миссисипи и реке Огайо, и далее через Пенсильванию в армию Джорджа Вашингтона. Когда в 1777 году американский капитан Джеймс Уиллинг совершил набег на Флориду, Гальвес разрешил ему зайти в Новый Орлеан, хотя это и испортило отношения с колониальными властями британской Флориды.
Летом 1779 года Испания официально вступила в войну с Британией. В сентябре армия Гальвеса атаковала Батон-Руж, и 21 сентября британский гарнизон капитулировал. В марте 1780 года он атаковал Мобил и легко захватил его. В октябре 1780 года Гальвес собрал армию в 4000 человек и собрался напасть на Пенсаколу, последнее британское укрепление в Западной Флориде, но ураган помешал ему, поэтому поход пришлось повторить в 1781 году. 10 мая Пенсакола сдалась. Война завершилась Парижским миром 1783 года. По его условиям испанская Луизиана присоединила к себе Западную Флориду. Под впечатлением побед Гальвеса французский поэт Жульен Пойдра написал поэму, которая стала его первым литературным опытом и положила начало луизианской французской литературе.
В испанские времена Луизиана больше всего производила сахара (4 миллиона фунтов в год, на сумму $320000), а также индиго, табак, древесину и рис, но оставалась убыточной колонией: король ежегодно тратил $537000 на зарплаты госслужащим, получая от таможенных пошлин всего $100000. Зарплаты оставались крупнейшим источником дохода колонии: раз в четыре месяца их доставляли на трёх кораблях из Мексики.

## Луизианская покупка
В конце 1802 года губернатор Хуан Мануэль де Сальседо приостановил право беспошлинного провоза американских товаров в Новый Орлеан на основании того, что истёк трёхлетний срок соглашения. Это вызвало недовольство жителей Огайо и даже были разговоры о том, чтобы отбить у испанцев Новый Орлеан силой. Между тем в Европе Франция и Испания заключили договор в Сан-Ильдефонсо (1 октября 1800 года), по которому Испания вернула Франции Луизиану. Договор держали в секрете, чтобы Франция успела собрать войска для контроля Луизианы. Известия о договоре встревожили президента Джефферсона, который опасался, что появление французов в Луизиане приведёт к соперничеству и, как следствие, к сближению США с Британией, которую он недолюбливал. В 1803 году он отправил в Париж Джеймса Монро для переговоров о покупке Нового Орлеана. В ответ Наполеон предложил продать США вообще всю Луизиану.
Монро не имел инструкций на такой случай, но решил действовать под свою ответственность и 30 апреля 1803 года заключил договор о покупке Луизианы за 15 миллионов долларов. При этом было непонятно, какие именно территории США приобрели, поскольку границы Луизианы никогда не были точно определены. Президент Джефферсон сомневался в конституционности такой сделки, но в итоге Конгресс сформулировал юридическое обоснование. Фактически, Франция продала Луизиану ещё до того, как взяла её под контроль. Только 30 ноября 1803 года испанцы формально передали Луизиану Франции, и 20 дней колония оставалась под формальной французской властью. За это время испанские законы были заменены на французские. 20 декабря 1803 года в Новом Орлеане у собора Святого Людовика произошла церемония передачи Луизианы Соединённым Штатам, на которой присутствовали генерал Уилкинсон и Уильям Клейборн, губернатор Территории Миссисипи.

## Орлеанская территория
26 марта 1804 года Конгресс издал закон, учреждающий Орлеанскую территорию, выделенную из состава Французской Луизианы. Власть на территории принадлежала губернатору, которого президент назначал на три года. Он же был главнокомандующим ополчения. По поводу этого закона в Конгрессе было много споров: одни полагали, что луизианцы не готовы к самоуправлению и их территорию стоит воспринимать как завоёванную, другие обращали внимание, что закон устанавливает форму правления, незнакомую законам США, третьи полагали, что закон формирует деспотическую форму правления, не соответствующую условиям договора о покупке этой территории. Закон, однако, был принят, и вступил в силу 1 октября 1804 года.
В августе 1804 года президент Джефферсон назначил Клейборна губернатором Орлеанской территории сроком на три года. Клейборну предстояло управлять большой территорией, где люди говорили на разных языках, принадлежали к разным культурам и ничего не знали о самоуправлении. Население Луизианы предпочитало французскую власть или хотя бы испанскую, но не американскую. Луизианцы знали американцев плохо, и в основном с плохой стороны; им не нравилась судебная система, а также избирательное право, которое они воспринимали скорее обязанностью, чем привилегией. Плантаторы были недовольны введением запрета на ввоз рабов из-за границы в 1804 году. Американские судьи не знали местных языков, обычаев и традиций, а недостаток местных юристов не позволял назначить достаточное количество судей из местных жителей. Наконец, им не понравилось, что правительство разделило Луизиану на Орлеанскую территорию и Луизианский округ.
В одном из памфлетов того времени говорилось, что Клейборн упал на них (луизианцев) с неба, без знания страны, её жителей, их привычек и традиций, самого их языка и их законов. Тем не менее своим трудолюбием и честностью Клейборн сумел добиться расположения франкоговорящих луизианцев.
Губернатор Клейборн имел почти неограниченные полномочия. Он создал Законодательный совет и с его помощью разделил Орлеанскую территорию на 12 округов. В 1808 году был разработан временный кодекс, известный как Дигесты 1808 года, который действовал до 1824 года. В 1806 году были изданы новые законы о рабах, который немного отличались от прежнего Чёрного Кодекса. Президент Джефферсон сомневался, что луизианцы готовы к самоуправлению, но Конгресс рассудил иначе и в 1805 году постановил сформировать территориальное управление из двух палат. В 1807 году это Управление постановило вернуть прежнее название «приход» (англ. parish) вместо американского «округ» (англ. county).

### Пограничные споры
Первое время оставалась неопределённой граница между Луизианой и испанским Техасом. Американское правительство называло границей Луизианы то реку Рио-Гранде, то реку Сабин, а испанцы считали таковой низину Арройо-Ондо. Ситуация едва не дошла до войны в 1806 году, но генерал Уилкинсон договорился о создании нейтральной полосы между рекой Сабин и Арройо-Ондо. Эта полоса просуществовала до 1819 года, когда была согласована граница по реке Сабин.
При продаже Луизианы не были указаны границы между этой областью и Флоридой, поэтому американское правительство полагало, что Западная Флорида относится к Луизиане (хотя Джефферсон не пытался занять Батон-Руж и Мобил). К 1810 году американцы уже составляли большинство населения Западной Флориды. В том же году они взбунтовались, объявили независимость, но в то же время попросили американского президента присоединить их к США. Губернатор Клейборн вошёл во Флориду и официально присоединил её к Луизиане, разделив на четыре прихода. Через два года, когда Луизиана стала штатом, её восточная граница прошла по реке Перл. Впоследствии территория между реками Перл и Пердидо была также занята американцами и разделена между Миссисипи и Алабамой.

### Негритянское восстание 1811 года
Ещё в самом начале пребывания в должности Клейборн предупредил правительство, что в Луизиане возможно восстание рабов. Мелкие беспорядки случались и при французах, но теперь рабов стало больше, уже было известно об успешной Гаитянской революции, и слухи о скорой войне с Англией давали надежды на успех восстания. В 1811 году это восстание, известное как Восстание Немецкого берега, действительно произошло, хотя неизвестно, как оно планировалось и какие у него были цели. Один из лидеров по имени Юпитер на следствии утверждал, что они просто шли в Новый Орлеан убивать белых. Восставших было около 500, они сформировали роты, у них были знамёна и барабаны, униформа с эполетами, но вооружены они были почти исключительно сельскохозяйственными орудиями. Тем не менее это было самое крупное негритянское восстание в истории США. Против восставших был отправлен отряд из Батон-Ружа, а в Новом Орлеане генерал Уэйд Хэмптон собрал ополчение и выступил навстречу восставшим, но поселенцы западного берега первыми переправились через Миссисипи и быстро разбили негритянский отряд. Погибло примерно 70 негров, 27 были взяты в плен и отданы под суд. 21 был приговорён к казни.

### Создание Конституции
К 1810 году население Орлеанской территории насчитывало 76 000 человек, что было больше, чем 60 000, количества, необходимого для статуса штата по закону 1787 года, поэтому в 1811 году Конгресс дал распоряжение созвать конституционный конвент и разработать конституцию будущего штата. Конвент был созван 4 ноября 1811 года. На конвент собрались 43 делегата, из которых 26 имели французские фамилии. Конвент взял Конституцию Кентукки 1799 года и приспособил её для своих нужд. Эта конституция давала губернатору большие полномочия, но ограничивала его одним сроком в 4 года. Было сформировано законодательное собрание из верхней и нижней палат. Право голоса имели только белые налогоплательщики, примерно треть населения штата, но на практике лишь половина этого количества реально участвовала в голосованиях. В конституции не было прописано механизма поправок, любое изменение подразумевало принятие новой конституции новым конвентом. Конституция 1812 года была официально принята 22 января 1812 года и в итоге просуществовала до 1845 года.

## Луизиана в межвоенный период

### Англо-американская война
8 апреля 1812 года Конгресс США одобрил новую Конституцию Луизианы и принял её в Союз, а через две недели к Луизиане была присоединена спорная часть территории Флориды. При этом 30 апреля стало официальным днём присоединения. Луизиана стала 18-м штатом Союза. Уильям Клейборн одержал победу на первых губернаторских выборах в штате. Первыми сенаторами от Луизианы в Конгрессе США стали Аллан Магрудер и Жан Детреан, но последний отказался от должности и сенатором стал Томас Поузи. Жульен Пойдра стал президентом сената штата и одним из трёх членов коллегии выборщиков от Луизианы.
В эти самые дни началась война с Англией, и Клейборн хорошо понимал, что из-за своего стратегического положения Новый Орлеан наверняка будут атакован противником. Местное креольское население заняло пассивную позицию, не веря, что американцы смогут удержать город. Одновременно возникли проблема с пиратами Жана Лафита, которые прятались в заливе Баратария. Британское командование только в 1814 году начало планировать захват Нового Орлеана, где оборону возглавил генерал Эндрю Джексон. Он собрал армию из американцев, креолов, пиратов Лафита и даже индейцев чокто.
Британцам удалось подойти почти к самому Новому Орлеану и захватить плантацию Жака Виллере; 23 декабря Джексон подошёл к плантации и атаковал противника в ночной темноте, чем заставил его на какое-то время приостановиться. За несколько дней он построил укрепления и получил дополнительные войска. 8 января 1815 года англичане пошли в общее наступление и произошло Сражение при Новом Орлеане: британская атака была отбита с тяжёлыми потерями. Тогда ещё никто не знал, что 24 декабря 1814 года был подписан мирный договор в Генте. Новости о мире пришли только 13 марта.

### Формирование партий
Когда Луизиана стала штатом, партия федералистов уже уходила из политики, её оставшиеся представители в Конгрессе были против присоединения Луизианы, поэтому в штате эта партия так и не сформировалась. Некоторое время в Луизиане вообще не было политических партий в общепринятом смысле слова. Первые выборы отражали конфликты креолов и «англосаксов». На выборах 1816 года победил Жак Виллере, а Клейборн стал федеральным сенатором (вскоре после этого он умер). На выборах 1820 года соперничали два креола и два американца, и победил Томас Робертсон. На выборах 1824 года снова победил «американец» Генри Джонсон, обойдя двух креолов, Мариньи и Виллере. В том же году Эндрю Джексон баллотировался в президенты и это привело к появлению двухпартийной системы в Луизиане — сторонников и противников Джексона. Впоследствии возникали иные партийные разногласия: католики против протестантов, плантаторы против фермеров, производители хлопка против производителей сахара, провинция против Нового Орлеана и т. д. В 1828 году Джексон выиграл президентские выборы (в частности, в Луизиане), а губернатором стал Пьер Дербиньи. На этот раз штат раскололся на сторонников Генри Клея, лидера партии Вигов, и Джексона.
Дербиньи умер от несчастного случая, и штат временно возглавил председатель сената (ввиду отсутствия должности вице-губернатора), а в 1831 году был избран Андре Роман, губернаторство которого пришлось на годы экономического расцвета. Приток мигрантов заставил увеличить количество округов с 28 до 34 к 1830 году и до 48 к 1845 году. При Романе в штате была построена первая железная дорога.
Весной 1834 года в Луизиане сложилась партия Вигов, и штат пришёл к двухпартийной системе в виде Демократы против Вигов. На выборах 1834 года победил Эдвард Уайт, которого поддержали виги. На выборах 1838 года кандидатами были два креола и снова победил кандидат от вигов, Роман, а в 1840 году на президентских выборах победил виг Уильям Гаррисон. В 1842 году губернатором стал Александр Мутон, кандидат от демократов, первый губернатор-демократ в истории Луизианы. К тому времени в США стало популярно движение за реформы, известное как Джексоновская демократия. Многие штаты уже приняли всеобщее избирательное право для белых, в то время как в Луизиане почти половина белого населения не участвовала в выборах. Паника 1837 года тоже усилила желание реформ. К середине 1840-х виги уже не смогли бороться за сохранение конституции 1812 года и согласились на новый конституционный конвент.
Конвент действовал в 1844 и 1845 годах и разработал Конституцию Луизианы 1845 года. Было принято решение создать общественные школы и Луизианский университет, была создана должность вице-губернатора и было введено всеобщее право голосования для белых. Жаркие споры разгорелись по поводу выборов в Законодательное собрание: в итоге было решено, что количество сенаторов будет пропорционально населению (включая негров), а количество членов Палаты представителей будет пропорционально количеству голосующих. Это не позволяло плантаторам провести через Собрание любой угодный им закон, но давало им возможность заблокировать любой неугодный. Новая конституция никого не устроила и уже в 1851 году было решено созвать новый конвент.
Конвент 1852 года принял меры по развитию железных дорог, снял запрет на монополии и позволил правительству штата субсидировать банки. Газета New Orleans Delta предположила, что вигам нужны банки, чтобы красть деньги, и железные дороги, чтобы их вывозить. По новой конституции обе палаты Законодательного собрания формировались исходя из общего количества населения штата. Это означало, что округа с большим количеством плантаций (и большим количеством негров) будут доминировать в политике. Это было крупным достижением партии вигов, но в масштабах всего США эта партия уже стала терять популярность.

### Мексиканская война
В середине июня 1845 года шли переговоры по поводу присоединения Техаса к США, поэтому генералу Закари Тейлору было приказано покинуть форт Джесап и придвинуть армию к границе Луизианы с Техасом. Тейлор родился в Вирджинии, но с 1840 года жил в Луизиане. Когда Техас принял решение о присоединении, армия Тейлора вошла в Техас и выдвинулась к границе с Мексикой. Генерал Эдмунд Гейнс, командир Западного военного департамента, попросил луизианского губернатора усилить отряд Тейлора ополченцами. Луизианцы с энтузиазмом откликнулись на эту просьбу и сразу 1500 человек записались добровольцами в армию. Военный департамент принял луизианцев на службу, хотя и сделал Гейнсу замечание за действия без санкции начальства. Гейнс же заявлял, что обстановка на фронтире и возможная война с Мексикой оправдывала его действия.
Добровольцы отслужили три месяца службы и вернулись в Луизиану, но в марте 1846 года отношения с Мексикой снова обострились, 25 апреля начались столкновения с мексиканской армией, началась Американо-мексиканская война, а 26 апреля Тейлор запросил на усиление своей армии 4 полка луизианских добровольцев. Новости пришли в Новый Орлеан 2 мая, легислатура выделила $100 000 на снаряжение полков, а генерал Гейнс набрал добровольцев на 1000 больше запрошенного, и не на 3 месяца службы, как просил Тейлор, а на 6 месяцев. В итоге Гейнс поставил под ружьё почти 12 000 человек, но военный департамент отказался принять всех на службу, распустил часть полков и отозвал Гейнса в Вашингтон. Это привело к конфликту Гейнса с администрацией, при этом луизианцы поддержали Гейнса и осудили Военный департамент и президента Полка. Гейнсу устроили торжественные проводы в отеле Сент-Чарльз. Всего около 5000 луизианцев прибыли в Техас, где их расформировали через три месяца и вернули обратно, к большому разочарованию всего штата. Впоследствии, после войны, штат вручил золотую шпагу генералам Скотту, Уорту и Тейлору.
Ситуация с добровольцами обсуждалась легислатурой на сессии в январе 1848 года, когда она в последний раз собралась в Новом Орлеане. После этого столица штата была перенесена в Батон-Руж, и сессия января 1850 года собралась уже на новом месте

### Сецессия
В 1850-х годах партия Вигов перестала существовать, но возникла Республиканская партия, которая была настроена против рабства, и южане решили, что теперь северные аболиционисты будут стремиться уничтожить рабство, даже несмотря на гарантии в Конституции. Республиканцы в то время были исключительно партией северных штатов, без своих представителей на Юге. В Луизиане же сильные позиции были у нативистской партии Know Nothing, за которую голосовали те, кого не устраивали ни республиканцы, ни демократы. Она возникла в основном как реакция на миграцию ирландцев в Луизиану в 1840-х, после голода в Ирландии. На выборах 1856 года они пытались продвинуть в губернаторы своего кандидата Поля Дербиньи, но победил всё же демократ, Роберт Уиклифф.
Финансовый кризис 1857 года не затронул всерьёз Луизиану, что дало повод южанам рассуждать о преимуществах института рабства. В 1859 году в Вирджинии произошёл мятеж Джона Брауна, что встревожило южан, и хотя политики Севера дистанцировались от мятежа, газеты северных штатов стали создавать ему образ мученика. С этого момента в Луизиане всерьёз стали думать о возможности сецессии. В 1860 году на губернаторских выборах победил Томас Овертон Мур, и в том же году на президентских выборах победил республиканец Авраам Линкольн. В Луизиане у него не нашлось сторонников; луизианцы голосовали за Джона Брекинриджа, Стивена Дугласа и Джона Белла, и большинство получил Брэкинридж.
Сразу после избрания Линкольна, в декабре 1860 года, губернатор Мур созвал сессию легислатуры и призвал к немедленной сецессии. На сессии было решено созвать конвент по этому вопросу и были выделены средства на вооружение ополчения. Выборы на конвент прошли 7 января, и примерно две трети делегатов были сторонниками немедленной сецессии. Та треть населения, что желала договориться с Севером, быстро осознала неизбежность сецессии и присоединилась к сецессионистам во имя единства. Губернатор Мур ещё до созыва конвента конфисковал федеральные арсеналы в Батон-Руже и в фортах Джексон и Сен-Филип. 26 января 1861 года конвент большинством голосов проголосовал за сецессию.
Несмотря на это, Луизиана всё ещё считала себя частью Америки, и 22 февраля был торжественно отмечен День рождения Джорджа Вашингтона.
4 марта 1861 года в Вашингтоне прошла инаугурация президента Линкольна. В начале апреля в Вашингтон прибыла комиссия от южных штатов, в которой Андре Роман представлял Луизиану. Комиссия хотела договориться о мирном решении конфликта, но 8 апреля президент отказался принять её. 12 апреля начался обстрел форта Самтер и началась Гражданская война.

## Гражданская война
Многие луизианцы полагали, что сецессия не приведёт к войне, но когда Луизиана присоединилась к Конфедерации, война стала неизбежной. Многие записались в армию весной 1861 года, несколько луизианских пехотных полков были отправлены в Вирджинию и приняли участие в Первом сражении при Булл-Ран в июле. К ноябрю в армию записалось уже 25 000 луизианцев, а всего за годы войны штат поставил под ружьё 50 или 60 тысяч человек. На территории штата сражений сначала не происходило, но многие луизианцы погибли в сражении при Шайло в апреле 1862 года. Раненые прибывали в штат и после сражений на востоке: Кампании на полуострове, Северовирджинской кампании и Мэрилендской кампании.
25 апреля 1862 года к Новому Орлеану прорвался флот адмирала Фаррагута. Генерал Мансфилд Ловелл приступил к эвакуации города, а Фаррагут не мог помешать ему, и только 27 апреля федеральная армия вошла в город. Командование в городе принял генерал Бенжамин Батлер, а в конце года его сменил Натаниель Бэнкс. В июле 1863 года генерал Грант взял Виксберг, обеспечив контроль над всей рекой Миссисипи, а Бэнкс вытеснил армию Ричарда Тейлора из юго-западной части штата и 27 мая 1863 атаковал Порт-Хадсон, но был отбит. Это укрепление выдержало ещё несколько атак (события, известные как Осада Порт-Хадсона), но после падения Виксберга было оставлено южанами.
Весной 1864 года Бэнкс решил вторгнуться в Техас вдоль реки Ред-Ривер и начал так называемую Кампанию Ред-Ривер, но его наступление провалилось. Это было последнее крупное сражение в Луизиане.

## Эпоха реконструкции
Ещё президент Линкольн разработал план восстановления гражданской власти в южных штатах, и новый президент Джонсон тоже следовал этому плану. Так началась так называемая Эпоха президентской реконструкции. Генерал Бэнкс приказал провести выборы губернатора и сформировать штат чиновников, и новым губернатором стал Майкл Хан. Кроме этого, Бэнкс собрал новый конституционный конвент, который разработал конституцию 1864 года. Она была одобрена в сентябре, и в ней содержался запрет на рабство, хотя она и не давала права голоса чернокожим. Новое правительство разработало законы относительно негров, известные как «Чёрные кодексы», которые во многом ограничивали чернокожих, и в которых оскорбление чернокожим белого человека оставалось наказуемым преступлением. Кроме того, в Луизиане впервые было разрешено использовать труд заключённых, что во многом напоминало прежний институт рабства.
Для противодействия такой политике была создана Республиканская партия Луизианы, которая в 1866 году организовала шествие с требованием расширения прав чернокожих, что привело к беспорядкам, полиция применила оружие, и в ходе Новоорлеанского мятежа было убито и ранено около 200 человек. Эти события заставили Конгресс изменить политику и принять меры по охране прав чернокожих на Юге.
В 1867 году Конгрессом был издан Акт о реконструкции, с которого началась эпоха так называемой Радикальной реконструкции или Конгрессиональной реконструкции. Вся территория Юга была разделена на военные округа, и Луизиана оказалась в Пятом военном округе, которым командовал Филип Шеридан. Он лишил права голоса всех белых, которые ранее поддерживали Конфедерацию, и в то же время дал право голоса чернокожим. В 1868 году собрался конституционный конвент, избранный по этим новым правилам. Новым губернатором стал Генри Клей Уормот, бывший офицер федеральной армии, а вице-губернатором — чернокожий Оскар Данн. Новые власти изменили законы о чернокожих и даже разрешили межрасовые браки. Демократическая партия осознала, что сможет вернуть власть только если помешает чернокожим участвовать в голосовании, и в Луизиане возникла имитировавшая Ку-Клукс-Клан группировка «Рыцари Белой Камелии», которая методами угроз и террора препятствовала голосованию за республиканцев. В ответ республиканцы издали закон, дававший им право не учитывать голоса, поданные не по доброй воле (что в свою очередь давало им возможность изменять результаты выборов в свою пользу). Белое население постепенно стало воспринимать республиканцев как захватчиков, лишённых всякой легитимности.
Вскоре республиканцы в Луизиане раскололись на две фракции, и на губернаторских выборах 1872 года одна франция поддержала Уильяма Келлога, а вторая — кандидата от демократов Джона Макинери, и оба претендента получили поровну голосов, но вмешалось федеральное правительство и объявило Келлога победителем. За 20 дней до принятия им должности исполняющим обязанности губернатора стал Пинкни Пинчбек, первый чернокожий губернатор в истории США. Келлог фактически контролировал только Новый Орлеан, а провинция находилась в состоянии анархии. Образовалась полувоенная организация Белая лига, которая угрозами заставляла чиновников-республиканцев увольняться с должности. Противостояла им только немногочисленная полиция Нового Орлеана.
Когда летом 1874 года беспорядки усилились, некоторые бывшие генералы Конфедерации (Лонгстрит и Борегар) предложили план равноправного сосуществования, но его не приняли ни республиканцы, ни демократы. К концу лета власть республиканцев держалась усилиями 4000 военных, которыми командовал Лонгстрит, в то время как Белая Лига насчитывала уже около 8000 человек. Когда стало известно, что в Новый Орлеан прибудет пароход с оружием для Белой Лиги, Лонгстрит вывел полицию на набережную, чтобы воспрепятствовать выгрузке. Это привело к так называемой Битве за Либерти-Плейс: началась перестрелка между военными и Лигой, в ходе которой полиция отступила, а Лига захватила правительственные здания. Губернатор Келлог бежал и запросил помощи у президента Гранта. Через несколько дней федеральные войска вошли в город и восстановили порядок. Эти события показали, что республиканцы могут удерживать власть в штате только силой оружия.
Губернаторские выборы 1876 года снова привели к финалу двух кандидатов с равным результатом: Пакарда и Николса, и оба объявили себя победителями. В это же время сложная ситуация сложилась на президентских выборах, и партии пришли к соглашению (Компромиссу 1877 года): Ратерфорт Хейс, республиканец, стал президентом в обмен на отказ от политики Реконструкции. Федеральные власти не стали поддерживать Пакарда, и Николс стал губернатором Луизианы. Так демократы вернулись к власти в Луизиане примерно на столетие. Луизиана стала последним штатом Юга, где завершилась реконструкция.

## Позолоченный век
С приходом к власти президента-демократа Фрэнсиса Николса в штате начался Позолоченный век, известный также как Бурбонная эра, или Эпоха бурбонной демократии. Демократы понимали, что не могут вернуть штат к положению 1860 года, и осознали необходимость изменений. Рабство более не существовало, но чернокожие оставались в подчинённом положении. Между тем к 1880 году уже 88 024 чернокожих имели право голоса (на 2573 больше, чем белые), а в 1888 году их стало 128 150 (на 3743 человека больше). Демократы держались у власти в основном благодаря тому, что контролировали процесс голосования, а федеральные власти не вмешивались в этот процесс.
Внутри демократической партии самой мощной фракцией стала «Лотерейная группировка», которая устраивала в Луизиане лотереи, получала огромные доходы, и тратила их на подкуп должностных лиц. Её владельцы были северяне, но она поддерживала демократов, и ей удалось взять под контроль всю прессу штата. Губернатор Николс в 1879 году пытался отобрать у лотерейной группировки лицензию, но его решение было обжаловано и отменено, и одновременно «группировка» стала призывать к новому конституционному конвенту. Этот конвент собрался в том же году под председательством вице-губернатора Вильца. Конвент разработал конституцию 1879 года, которая снизила налог на недвижимость, снизила проценты выплаты по внешнему долгу штата, расширила права губернатора за счёт прав легислатуры, и оформила систему общественных школ. Эти школы, однако, получили такое плохое финансирование, что луизианская система образования стала худшей в стране. Луизиана была единственным штатом, где количество грамотных (белых и чёрных) сокращалось: с 49 % в 1880 году до 38,5 % в 1900 и до 13,5 % в 1930 году. Вместе с тем именно на конвенте 1879 года был учреждён Южный университет. Одновременно лотерейной группировке удалось отомстить губернатору Николсу, на год сократив его срок правления, а также провести специальный закон, не позволяющий отозвать их лицензию. В 1880 году губернатором стал Вильц, но он умер от туберкулёза в 1881 году, и губернатором стал Сэмюэл Макинери.
Макинери занимал пост губернатора с 1881 по 1888 год — этот период иногда называют Эпохой классического бурбонизма. Макинери тесно сотрудничал с Лотерейной группировкой, и уровень коррупции правительства стал так высок, что это вызвало протесты внутри самой демократической партии, и как следствие в 1888 году в губернаторы снова был выдвинут Фрэнсис Николс. Ему удалось избавиться от прежнего казначея Бёрке, который бежал в Лондон, а в казне штата обнаружилась недостача 1 268 000 долларов. Бёрке вошёл в историю как самый крупный мошенник в истории Луизианы. «Лотерейной группировке» удалось добиться продления лицензии до 1919 года, за что она обещала выплачивать штату ежегодно 1,2 миллиона долларов.
На сессии 1890 года был принял закон о сегрегации, требующий равных, но раздельных условий проезда на общественном транспорте. Неформальная сегрегация существовала и ранее, но теперь она стала юридической нормой. Это решение было обжаловано через Верховный суд (дело Plessy v. Ferguson 1896 года), но суд признал закон конституционным. Это решение стало толчком к сегрегации во всех остальных сферах жизни Луизианы.
В эти годы в Луизиане широко распространилось линчевание; между 1882 и 1952 годами зафиксирован 391 такой случай. Были даже случаи линчевания белых (мигрантов из Италии). По количеству линчеваний Луизиана была четвёртым штатом в стране после Миссисипи, Джорджии и Техаса, но по количеству на душу населения — второй, уступая только Миссисипи. Большинство линчеваний пришлось на 1890-е годы, потом их число стало сокращаться, немного увеличилось с 1914 по 1919 и снова сократилось, и ещё немного выросло в годы Великой Депрессии. В годы Второй Мировой войны линчевания прекратились, как и везде в стране. По иронии судьбы именно в годы пика линчеваний самым известным луизианцем в США был юрист: плантатор Эдвард Дуглас Уайт в 1894 году попал в Верховный Суд, а с 1910 по 1921 год был Председателем Верховного суда США. Это был единственный луизианец в истории верховного суда.

## XX век

### Эпоха прогрессивизма
В самом начала XX века в США была найдена нефть. Сначала, в январе 1901 года, она была обнаружена в Техасе, а в августе того же года первая коммерческая добыча нефти началась в Луизиане. В 1902 году ещё одно месторождение было найдено в Энс-ла-Бьютт. К 1922 году Луизиана производила 35,3 миллиона баррелей нефти, 8% всей добычи США. Почти вся добытая нефть перерабатывалась на нефтеочистительном заводе в Батон-Руже. Предполагалось наличие шельфовой нефти, но до Второй мировой войны её не добывали. При поиске нефти часто находили природный газ, но первое время его не умели хранить и транспортировать. Часто его просто сжигали.
С 1900 по 1904 год губернатором был Уильям Райт Хёрд, который усовершенствовал тюремную систему в штате, но других значительных достижений у него не было. В 1904 году губернатором стал бывший сенатор-демократ Ньютон Бланшар, который стал первым политиком-прогрессивистом. В своей инаугурационной речи он заявил: «Негр здесь. Он человек и он гражданин». Он осуждал практику линчевания и требовал улучшения школ для чёрных, а также совершенствования институтов для афроамериканцев в целом. При нём, в 1906 году, система партийных конвентов сменилась системой партийных праймериз. Однако до реальных прогрессивистских реформ дело так и не дошло. С 1908 по 1928 годы на политику штата влиял союз плантаторов Верхней Луизианы и политической машины Нового Орлеана. В Новом Орлеане сформировалась так называемая Regular Democratic Organization (RDO), которая во многом копировала нью-йоркский Таммани-холл. Этому союзу удалось провести в губернаторы своих кандидатов три раза из пяти.
Исключением стал Лютер Холл, который стал губернатором в 1912 году, победив двух кандидатов от RDO. Он не стал выдающимся администратором, но его избрание показало, что элиты не могут более игнорировать коррупцию, неэффективность администрации и несовершенство системы образования. В 1916 году Джон Паркер попытался стать губернатором от партии прогрессивистов — он проиграл, но сумел победить в 1920 году, когда уже перешёл в партию демократов, оставаясь по мировоззрению прогрессивистом. При его губернаторстве Луизиана порвала с консервативным прошлым; Паркер был деловым, и честным человеком. При нём была разработана новая Конституция (1921), впервые введён налог на добычу нефти, впервые началось проектирование системы автострад. С другой стороны, деятельность Паркера вызывала раздражение у провинциального населения; как многие профессионалы, он не очень верил в способности среднего человека, не умел общаться с простыми людьми и не обладал личной харизмой. Его недолюбливали иммигранты. Эпоха Паркера стала переходной эпохой от эры плантаторов-реакционеров к эпохе неопопулизма.

### Эпоха Лонга
Одной из самых ярких фигур в истории Луизианы стал политик Хьюи Лонг, который был губернатором с 1928 по 1932 год и затем сенатором в Конгрессе с 1932 по 1935 год. При нём было проведено множество реформ и Луизиана изменилась так сильно, что можно говорить о новой фазе её истории. Лонг принял участие в губернаторских выборах 1924 года, во время которых впервые использовал выступление на радио и путешествие по штату с агитационными выступлениями. Он не выиграл, но оказался на третьем месте, и сразу же начал готовиться к выборам 1928 года. На этот раз его конкуренты оказались более слабыми и он легко выиграл выборы. Выполняя данные им обещания, он улучшал дороги, совершенствовал школы для белых и чёрных, обеспечил бесплатные школьные учебники и поднял пенсии. В 1934 году он отменил налог для голосующих, чем увеличил количество избирателей. Как бы символизируя разрыв с прошлым, правительство при Лонге переехало из старого готического особняка в новое современное здание Капитолия.
Лонгу пришлось преодолевать сопротивление консерваторов, но со временем основная часть общества оказалась на его стороне, и его врагами осталась только небольшая группа хлопковых плантаторов. В 1930 году Лонг легко победил на сенатских выборах, но покинул Луизиану только тогда, когда смог обеспечить переход власти к своему стороннику Оскару Аллену. Он номинально стал губернатором, но реальная власть осталась у Лонга. В штате продолжали строить мосты, дороги и школы. Университет штата Луизиана стал одним из самых лучших на Юге. С другой стороны, Лонг добился исключительной централизации власти и практически единолично назначал чиновников на административные должности. Однажды, на вопрос, читал ли он конституцию Луизианы, он ответил «Я – конституция Луизианы». Его всё чаще стали сравнивать с Гитлером и Муссолини.
Лонг помог стать президентом Франклину Рузвельту, и они какое-то время были друзьями, но потом отношения между ними испортились, Лонг стал критиковать Новый Курс, считая, что президент слишком мало думает о простых людях. В 1934 году он предложил свой собственный план «раздела благосостояния», чем удивил и разозлил Рузвельта, который стал поддерживать его политических противников. Пошли слухи и о заговорах внутри самого правительства Луизианы. 8 сентября 1935 года Лонг был застрелен в офисе правительства  Карлом Остином Вейссом, племянником судьи Бенджамина Пейви, политического противника Лонга. За семь лет своего фактического правления Лонг сумел сделать дороги в Луизиане вторыми по качеству во всей стране, а система помощи больным и пожилым стала лучше средней по стране. Долги штата выросли, но это не привело к банкротству, которое предсказывали его оппоненты. Лонг обладал действительно диктаторскими полномочиями, но это не было исключением в истории Луизианы; ранее близкой по сути властью обладали губернаторы Томас Мур, Генри Уормот и Мёрфи Фостер. Лонгу удалось вывести Луизиану на передовые позиции по многим показателям и создать пример для подражания, но это было достигнуто методом нарушения фундаментальных принципов американского общества.

### Луизиана после Лонга
После смерти Лонга его сторонники («лонгиты») пытались продолжать управлять Луизианой в его диктаторском стиле, но им не хватало для этого способностей. Ещё при жизни Лонг выдвигал на основные должности посредственных чиновников (вроде Аллена) и задвигал на второстепенные должности способных администраторов, например, своего брата Эрла Лонга. В итоге среди лонгитов началась борьба за лидерство; весь конец 1935 года они пытались сколотить коалицию из своих сторонников, но им это не удавалось. В итоге к выборам 1936 года они смогли выдвинуть Ричарда Лече и в пару к нему Эрла Лонга. Пользуясь популярностью имени Лонга и его образом мученика они смогли легко победить конкурентов.
Лече вошёл в историю как самый коррумпированный губернатор Луизианы, но в то же время сумел достичь многого: он не ссорился с президентом и поддержал Рузвельта на выборах 1936 года, за что штат получил большие средства по программе Нового Курса. Он продолжал строить дороги, мосты и школы, и поднял зарплаты учителям. При нём в Новом Орлеане был открыт большой и современный Charity Hospital. С другой стороны, эпоха Лонга приучила политиков к цинизму и беспринципности. При Лече каждый чиновник был обязан отдавать 10% зарплаты в фонд лонгитов, было разрешено совмещать государственные должности, имели место нецелевые растраты денег, однако Лече сохранял свою популярность, и администрация президента была на его стороне. Это не спасло его от журналистов, которые в 1939 году раздули крупный политический скандал вокруг злоупотреблений администрации, и за Лече взялся инспектор Налогового управления Элмер Айри, некогда победивший Аль Капоне. Понимая, что не имеет шансов оправдаться, Лече подал в отставку и его место занял Эрл Лонг.
Скандал 1939 года положил начало мощной кампании против лонгитов. На президентских выборах кандидатом от оппозиции стал Сэм Хьюстон Джонс, а от лонгитов – Эрл Лонг. Лонг победил в первом туре, но Джонс выиграл во втором с небольшим перевесом голосов. В 1940 году он стал губернатором и сразу отменил многие законы, принятые при Лонге. Он децентрализовал власть в штате, передав многие функции приходам. Джонс вошёл в историю как способный губернатор, ему удалось исправить коррумпированную и затратную систему управления штатом, он вернул демократическую систему сдержек и противовесов, почти исчезнувшую при Лонге. В 1944 году его полномочия закончились, но он поддержал кандидатуру Джимми Дэвиса, который в итоге победил на губернаторских выборах.
За 4 года своего губернаторства Дэвис не совершил ничего примечательного, и часто вообще отсутствовал в Луизиане, однако ему удалось сбалансировать бюджет и открыть несколько новых колледжей. В 1948 году Эрл Лонг снова участвовал в выборах: он правильно предположил, что население устало от бездействия его противников и ностальгирует по достижениям эпохи Лонга, а скандалы довоенной эпохи уже забылись. Ему удалось победить и он сразу увеличил расходы на образование и здравоохранение, а также на строительство дорог, одновременно поднимая налоги. Налоговые сборы увеличились вдвое, хотя и оставались одними из самых низких по стране. Одновременно он заключил сделку с мафией, разрешив открывать казино и залы игровых автоматов. Он даже собирался принять новую конституцию, но легислатура не дала на это согласия. К концу первого срока популярность Лонга стала падать, и на выборах 1952 году губернатором стал кандидат от оппозиции, Роберт Кеннон.
Правление лонгитов увеличило внешний долг штата, поэтому Кеннон сосредоточился на финансовых реформах. Он добился введения поправки в конституцию штата, согласно которой для повышения налогов требовалось согласие 2/3 голосов обеих палат легислатуры. Он начал строже контролировать расходы, что позволило ему сохранить все социальные программы и даже добиться профицита бюджета. Самым важным его достижением стал ряд мер по защите прав госслужащих. Он ограничил права губернатора и дал больше независимости Новому Орлеану, оградив его от вмешательства властей штата. Луизиана стала первым штатом, где появился автоматический подсчёт голосов, что помогло бороться с нарушениями на выборах. Вместе с суперинтендантом полиции штата, Френсисом Кревенбергом, Кеннон начал борьбу с нелегальным игорным бизнесом, казино и борделями, и сумел загнать этот бизнес глубоко в подполье. Вместе с тем, будучи демократом, Кеннон не поддерживал Демократическую партию, а на президентских выборах 1952 и 1956 годов поддерживал республиканца Дуайта Эйзенхаура.
После избрания Кеннона казалось, что политическая карьера Эрла Лонга закончилась, но в 1955 году ему внезапно удалось опять победить на выборах. Он снова пытался поднимать налоги и ограничивать права госслужащих, но реформы Кеннона помешали ему. К 1959 году его риторика стала такой агрессивной, что возникли слухи о его психическом расстройстве. В мае 1959 года он был отправлен в сумасшедший дом по требованию своей жены. Ему удалось добиться освобождения, но он продолжал эксцентричные выходки. Оппозиция требовала его отставки, но сторонники утверждали, что ему всего лишь нужен отдых.

### Расовые споры
Население Луизианы в ту эпоху выросло с 2,68 миллионов в 1950 году до 3,36 миллиона в 1960 году. Две трети населения были белыми и треть чёрными, что делало Луизиану вторым по проценту чёрного населения штатом в стране. Миграция афроамериканцев из провинции в города привела к резкому росту их численности в Новом Орлеане. Экономические программы лонгитов улучшили положение чернокожих, поэтому Эрл Лонг надеялся, что они будут голосовать за него и добивался увеличения количества голосующих чернокожих: в его первое губернаторство количество чернокожих с правом голоса выросло с 7000 до 110 000 человек. Мало кто обращал внимание, что Лонг добился этого за 17 лет до того, как президент Джонсон издал свой Акт о голосовании 1965 года. В свою очередь, оппозиция стала бороться против голосующих чернокожих, лишая их права голоса, например, за грамматические ошибки в регистрационной форме.
В 1953 году в Батон-Руже произошёл один из самых ранних случаев протеста против сегрегации в транспорте: бойкот городских автобусов заставил автобусные компании пойти на некоторые уступки. В 1954 году в Верховном суде прошло громкое дело, известное как Brown v. Topeka, в ходе которого сегрегация была признана нарушением 14-й Поправки, и было постановлено отменить её «как можно быстрее». Ещё семь лет федеральное правительство не вмешивалось в расовые вопросы Луизианы, но уже в 1958 году стало ясно, что десегрегация неизбежна и начнётся она с Нового Орлеана: в том году мэр города убедил власти отменить сегрегацию в городском транспорте. В том же году Эрл Лонг десегрегировал Университет штата Луизиана, который стал первым на юге десегрегированным университетом. Таким образом мэру и губернатору удалось показать, что десегрегация в Луизиане может пройти мирным путём, без вспышек насилия.
Расовый вопрос стал главным на губернаторских выборах 1959—1960 годов, которые совпали с президентскими выборами 1960 года. Лонгиты проиграли эти выборы, показав, что их время ушло в прошлое (Эрл Лонг внезапно умер в том же году), а победил бывший губернатор Джимми Девис, противник десегрегации, и на многие высшие должности прошли убеждённые сегрегационалисты. Губернатор объявил, что в сентябре 1960 года школы будет работать сегрегированно, но верховный судья штата объявил это решение неконституционным и потребовал от управления школ отменить сегрегацию, что привело к так называемому Ново-орлеанскому школьному кризису. Управление было вынуждено уступить. В ответ легислатура провела несколько законов, которые перевели школы полностью под контроль штата. Суд объявил эти законы неконституционными. 14 ноября первые дети чернокожих (в их числе Руби Бриджес) под охраной федеральных полицейских впервые прошли в белые школы. 16 ноября сторонники сегрегации устроили шествие в Новом Орлеане, которое было разогнано полицией. К декабрю беспорядки прекратились, а в июле 1961 года мэром стал Виктор Скиро, который подчинился решению федерального суда и не стал противодействовать десегрегации.
На губернаторских выборах между собой соревновались сразу несколько кандидатов от различных группировок, и победил малоизвестный в штате госслужащий Джон Маккейтен. Он во многом копировал Эрла Лонга: поднимал налоги и тратил деньги на социальные проекты, но при этом не пытался создавать диктатуру. Он смирился с неизбежностью десегрегации и сформировал специальную комиссию для решения расовых вопросов, чем свёл расовые беспорядки к минимуму. Он поддержал федеральный Акт о гражданских правах 1964 года и даже назначил некоторых чернокожих на важные административные посты. В том же году президент Линдон Джонсон посетил Новый Орлеан и призвал население к гармоничным расовым отношениям. К 1971 году уже 200 000 детей чернокожих посещали интегрированные школы. Маккейтен был так популярен, что специальной поправкой к Конституции ему разрешили переизбраться на второй срок (1967—1970).
Население штата выросло с 3,26 миллиона в 1960 году до 3,64 миллионов в 1970 году, при этом количество фермеров сократилось на четверть, и их стало всего 5% от населения. Жители Нового Орлеана стали отселяться в пригороды, что впервые в истории привело к снижению численности его населения. В городе оставались в основном бедные слои населения, что снизило доходы городских властей, а это ухудшило работу городских структур, повысило уровень криминала и загрязнения.
В 1965 году на Луизиану обрушился ураган Бетси, который сначала двигался от Флориды к Северной Каролине, но вдруг повернул на юг, прошёл по Майами, направился к Техасу, а 9 сентября круто повернул на север и прошёл по юго-западной Луизиане. Разрушения были сильнее, чем от прежних ураганов 1893 и 1915 годов. К 10 сентября ураган прошёл, но началось наводнение. Всё вместе унесло жизни 82 человек и нанесло ущерба на 1 миллиард долларов.

### Эпоха Эдвина Эдвардса
На выборах 1971 года снова участвовало множество кандидатов, в частности, из семьи Лонгов, и победил Эдвин Эдвардс, с небольшим перевесом обойдя республиканца Дэвида Трина, что показало рост популярности республиканской партии в штате. Эдвардс стал столь же яркой фигурой, как и некогда Хьюи Лонг, и умел завоевать расположение прессы. К тому времени Конституция Луизианы 1921 года уже стала худшей в стране, поэтому в 1973 году по инициативе Эдвардса в Батон-Руже был созван конституционный конвент, который разработал новую Конституцию. Она вступила в силу в январе 1975 года. Она была краткой, конкретной, и ясно запрещала расовую и сексуальную дискриминацию.
Рост цен на нефть в 1970-х годах резко увеличил доходы штата. В 1974 году бюджет впервые в истории составил 1 миллиард долларов, в 1978 году — 3 миллиарда, а в 1980 году — 4 миллиарда. Это позволило поднять расходы на образование, развитие туризма, повышение зарплат госслужащим и очень сильно повысить расходы на здравоохранение. Несмотря на это, штат оставался на последнем месте по уровню грамотности и среднему доходу. В 1976 году Эдвардс легко победил на выборах и снова стал губернатором. При нём чернокожие занимали всё больше мест на госдолжностях и в рядах Демократической партии, что, в свою очередь, стало склонять симпатии белого населения на сторону более консервативной Республиканской партии. В результате в 1979 году на губернаторских выборах впервые победил республиканец, сенатор Дэвид Трин.
Трин оказался разочарованием для многих своих сторонников. Одним из первых своих законов он потребовал преподавать в школах креационизм наравне с эволюционизмом, что вызвало раздражение школьных преподавателей, а Верховный суд США в деле Edwards v. Aguilar объявил закон неконституционным, нарушающим 1-ю Поправку. Кроме этого, при Трине в Луизиане прошла Всемирная выставка 1984 года, которая оказалась провальной, обанкротила многих инвесторов, а штат потерял 140 миллионов долларов. В 1983 году Эдвин Эдвардс решил переизбраться на новый срок, и его яркая личность и поддержка афроамериканцев позволили ему победить: 22 октября он стал губернатором, первым в истории, избранным на третий срок.
На своём третьем сроке Эдвардс столкнулся с тяжёлым экономическим кризисом: перепроизводство нефти привело к падению цен на этот продукт, из-за чего доходы штата упали, и у губернатора не оказалось денег на обещанные программы. Ему пришлось поднимать налоги, но всё равно денег оказалось недостаточно, и в 1983—1984 году расходы превысили доходы на 100 миллионов долларов. В итоге три последующих года Луизиана находилась в тяжёлой экономической депрессии, и всю вторую половину 80-х Луизиана находилась на первом месте по уровню безработицы. Эдвардсу пришлось урезать расходы, но всё равно бюджет не удавалось сбалансировать. Помимо этого, на Эдвардса посыпались обвинения в коррупции. Всё предвещало для него трудную предвыборную кампанию в 1987 году. Выборы прошли 24 октября, и на них совершенно неожиданно победил малоизвестный в штате Чарльз Рёмер.

### Конец века
Рёмер вступил в должность в апреле 1987 года, когда Луизиана ещё находилась в депрессии, имела самый высокий в стране уровень безработицы и выросший внешний долг. Рёмеру пришлось сокращать расходы на образование, здравоохранение, дорожное строительство и полицию. Ему удалось сократить дифицит бюджета вдвое. Оппозиция предлагала легализовать казино, но Рёмер хотел снизить налоги на бизнес и поднять налоги на частных лиц. Тем не менее в 1989—1990 годах ему пришлось соглашаться на легализацию, и в 1991 году открылась Луизианская лотерея. Она прибавила к бюджету дополнительные 150 миллионов долларов. В то же время, при Рёмере, Законодательное собрание запретило аборты, несмотря на доминирование демократов, склонных допускать аборты. Рёмер наложил на закон вето, собрание преодолело его, но Верховный суд США объявил закон неконституционным.
16 ноября 1991 года прошли выборы губернатора. Все были уверены, что Эдвардс не сможет победить после трёх сроков, но ему опять удалось выиграть выборы и он стал губернатором в четвёртый раз. Ему удалось сбалансировать бюджет, но он опять не избежал коррупционных скандалов. Выявился перерасход бюджетных средств на программу «Medicaid», а после легализации казино возникли подозрения, что чиновники получают деньги от игорного бизнеса. Разочарование в Эдвардсе привело к тому, что он отказался идти на перевыборы в 1995 году, поэтому борьба шла между Трином, Рёмером и сенатором-демократом Майклом Фостером. Фостер победил, но в то же время республиканцы впервые захватили большинство в палате представителей.
В середине 1990-х прокуратура США добилась разрешения установить в доме бывшего губернатора Эдвардса прослушивающие устройства, а ФБР провело обыск у него дома, и в результате были найдены доказательства его участия в коррупционных схемах. Прокуратура арестовала его и предъявила 26 обвинений в нарушении закона, из которых самыми серьёзными были обвинения в вымогательстве денег с казино. В январе 2000 года началось заседание федерального суда в Батон-Руже, а в январе 2001 года суд признал Эдвардса виновным, приговорил его к 10 годам тюремного заключения и к выплате штрафа в $250000. Эдвардс был освобождён в 2010 году.
Экономический кризис 1980-х годов породил демографический кризис в 1990-х. Перепись 1990 года показала, что население штата за десятилетие выросло всего на 13 000 человек и составило 4 219 973 жителя. Из-за миграции Луизиана потеряла почти полмиллиона человек и потеряла одно место в Палате представителей США. Изменился баланс между чёрными и белыми, увеличилась доля бедного и пожилого населения. Правительство штата оставалось крупнейшим работодателем, а приход к власти консерваторов в 1995 году означал, что многие административные должности будут сокращены. К 2000 году проблемы оставались всё теми же: Луизиана оставалась на последних местах по уровню образования, здравоохранения, экономической активности и уровню жизни. Она считалась штатом с самым высоким уровнем загрязнения воздуха и воды. Вместе с тем политические скандалы немного улучшили класс политиков, заставили провести некоторые реформы и привели к власти более молодое поколение.

## Луизиана в XXI веке
На губернаторских выборах 2003 года победила, впервые в истории Луизианы, губернатор-женщина, демократ, Кэтлин Бланко, которая до этого была вице-губернатором при Фостере. Она стала довольно популярна в первые годы, когда увеличила финансирование системы образования и здравоохранения. В 2004 году впервые с эпохи Реконструкции в Сенат США прошёл сенатор-республиканец от Луизианы, Дэвид Виттер. Победа Виттера помогла, в свою очередь, победить Джорджу Бушу на президентских выборах 2004 года. На тех выборах Буш получил 56% голосов в Луизиане и ему достались голоса 9 выборщиков от этого штата.
В 2005 году Луизиана пережила самую крупную трагедию в своей истории: ураган Катрина. Он зародился как небольшой циклон в западной Атлантике и 25 августа затронул Флориду, хотя и причинил незначительные разрушения. 26 августа губернатор Бланко ввела режим чрезвычайного положения. 27 августа ураган получил 3-ю категорию, а уже 28 августа 5-ю, и в тот же день началась эвакуация Нового Орлеана, так что к 29-му числу успели вывезти миллион человек. 29 августа ураган прошёл через Новый Орлеан, повредил много домов и вызвал наводнения, а водозащитные сооружения не выдержали нагрузки. Были затоплены все кварталы города, кроме Французского квартала (80 %). В штате погибло 1,5 тысячи человек, 250 000 домов было разрушено. Многие луизианцы, лишившись домов, покинули штат навсегда. Многие новоорлеанцы переехали в другие города штата, отчего Батон-Руж на какое-то время стал самым крупным городом штата. Уже через месяц, 24 сентября, запад Луизианы затронул второй ураган, Рита .
Катастрофа повлияла на демографию штата: с 2000 по 2010 год его население выросло с 4 468 976 до 4 533 372 человек, хотя естественный прирост должен был бы увеличить население на 400 000 человек. Из-за этого Луизиана потеряла несколько мест в Палате представителей США.
Ураган усилил позиции республиканцев в штате: губернатор Бланко получила много критики из-за событий во время урагана и не стала переизбираться на второй срок. Губернатором в 2007 году стал республиканец Роберт Джиндл (американец индийского происхождения), и многие места в сенате штата тоже достались республиканцам. В 2011 году Джиндл был переизбран на второй срок. В первые годы у губернатора было достаточно средств, перечисленных для восстановления штата, но они постепенно закончились, и после 2011 года пришлось сокращать расходы и приватизировать часть собственности штата. На президентских выборах 2012 года Джиндл поддерживал Митта Ромни, и сам казался сильным кандидатом на выборах 2016 года.
20 апреля 2010 года Луизиана пережила крупную экологическую катастрофу: взрыв на бурильной станции Deepwater Horizon. В Мексиканский залив попало примерно 5 миллионов баррелей нефти. Несмотря на помощь специалистов всего мира, утечку удалось остановить только к 15 июня. От загрязнения пострадало всё побережье Луизианы, Миссисипи и Алабамы.
На президентских выборах 2012 года в штате победил республиканец Митт Ромни (57,8%), который и получил голоса восьми выборщиков от Луизианы. На этом же голосовании была одобрена поправка к конституции штата, расширяющая права владельцев оружия.
На президентских выборах 2016 года победил Дональд Трамп (58,1%), который получил голоса восьми выборщиков.
На президентских выборах 2020 года Трамп снова победил (58,5%) и получил голоса восьми выборщиков. Республиканец Билл Кэссиди был переизбран в Сенат США от Луизианы. На том же голосовании было принято решение, что конституция штата не признаёт аборт правом человека и не будет защищать это право.

### Статьи
- Kent Barnett Germany. Patriotism and Protest: Louisiana and General Edmund Pendleton Gaines's Army of Mexican-American War Volunteers, 1845-1847 (англ.) // Louisiana History. — Louisiana Historical Association, 1996. — Vol. 37, iss. 3. — P. 325-335.